# Liste des forêts des Yvelines
Les forêts des Yvelines couvrent plus de 68 000 hectares, soit environ 30 % de la surface totale du département, ce qui en fait le département le plus boisé d'Île-de-France. Parmi elles, on compte 24 000 hectares de forêts domaniales gérées par l'Office national des forêts (ONF, région Île-de-France - Nord-Ouest), 1500 hectares de forêts régionales et 1300 hectares de forêts départementales.
Ces forêts sont pour la plupart les reliques d'un ensemble plus vaste, la « forêt de l'Yveline », qui s’étendait de Paris à Rambouillet. Durant l'antiquité, elle séparait deux peuples gaulois, les Carnutes et les Parisii respectivement installés autour d'Autricum et de Lutèce.

## Forêts domaniales

Les forêts des Yvelines

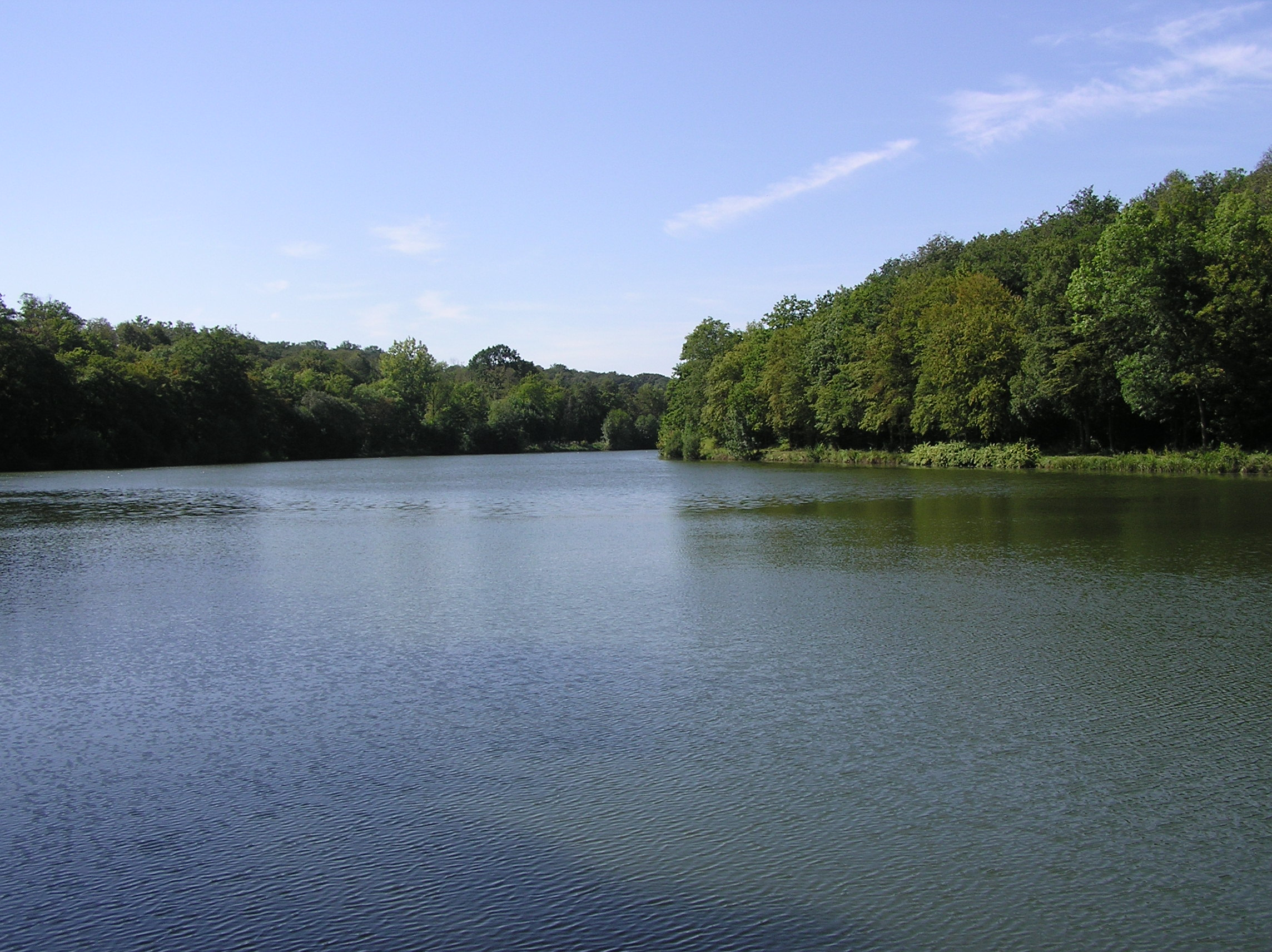
Les Étangs de La Minière à Guyancourt dans la forêt de Versailles.

L'Office national des forêts gère treize forêts domaniales qui s'étendent en partie ou en totalité dans le territoire des Yvelines.
- Forêt de Rambouillet, 20 000 ha dont 14 550 ha domaniaux, Rambouillet, Poigny-la-Forêt, Saint-Léger-en-Yvelines, Gambaiseuil, Les Bréviaires, Clairefontaine-en-Yvelines ;
- Forêt domaniale de Saint-Germain-en-Laye, 3532 ha, Saint-Germain-en-Laye ;
- Forêt domaniale de Marly, 1701 ha, Bailly, Rocquencourt, Noisy-le-Roi, Louveciennes, Marly-le-Roi, Saint-Nom-la-Bretèche, Feucherolles ;
- Forêt domaniale de Dourdan, anciennement « forêt de Saint-Arnoult-l'Ouÿe », 1582 Ha, Saint-Arnoult-en-Yvelines et Sainte-Mesme (s'étend aussi dans l'Essonne) ;
- Forêt domaniale du Bréau, Saint-Arnoult-en-Yvelines et Ponthévrard (s'étend aussi dans l'Essonne) ;
- Forêt domaniale de Meudon, 1091 ha, Viroflay, Vélizy-Villacoublay (s'étend aussi dans les Hauts-de-Seine) ;
- Forêt domaniale de Versailles, 1052 ha, Versailles, Guyancourt, Buc ;
- Forêt domaniale de Fausses-Reposes, 635 ha, La Celle-Saint-Cloud, Le Chesnay, Versailles, Viroflay (s'étend aussi dans les Hauts-de-Seine) ;
- Forêt domaniale de Port-Royal, 529 ha, Trappes, Magny-les-Hameaux ;
- Forêt domaniale de Bois-d'Arcy, 478 ha, Bois-d'Arcy, Les Clayes-sous-Bois ;
- Forêt domaniale de Beynes, 435 ha, Beynes, Saulx-Marchais ;
- Forêt domaniale de l'Hautil, 390 ha, Vaux-sur-Seine, Triel-sur-Seine (s'étend aussi dans le Val-d'Oise) ;
- Forêt domaniale de Maurepas, 115 ha, Maurepas ;
- Forêt domaniale de Louveciennes, 55 ha, Louveciennes, Bougival, La Celle-Saint-Cloud.

## Forêts régionales
L'agence des espaces verts d'Île-de-France (AEV) gère sept domaines boisés dans les Yvelines, situés principalement dans le nord-ouest du département.
- Forêt régionale de Rosny, 1447 hectares sur les communes de Rosny-sur-Seine, Perdreauville, Bréval, Jouy-Mauvoisin et Rolleboise ;
- Domaine régional de la Boucle de Moisson, 910 hectares sur les communes de Freneuse, Méricourt, Moisson et Mousseaux-sur-Seine ;
- Forêt régionale de Verneuil-sur-Seine, 428 hectares sur les communes des Mureaux, de Verneuil-sur-Seine et Chapet ;
- Domaine régional de Port-Royal-des-Champs, 340 hectares sur les communes de Saint-Lambert et Magny-les-Hameaux ;
- Plaine du Bout du Monde, 101 hectares sur les communes d'Aubergenville, Épône, Gargenville et Mézières-sur-Seine ;
- Domaine régional de Flicourt, 37 hectares sur la commune de Guernes ;
- Domaine régional de la Cour Roland, 32 hectares sur la commune de Jouy-en-Josas.

## Forêts départementales
Le conseil général des Yvelines gère 17 domaines boisés, de taille unitaire relativement modeste.
- Forêt départementale d'Abbécourt, 80 ha, Orgeval ;
- Domaine de Beauplan, 30 ha, Saint-Rémy-lès-Chevreuse ; > Milon-la-Chapelle ;
- Bois de Chauveaux, 23 ha, Jouy-en-Josas, Saclay ;
- Forêt départementale des Flambertins, 72 ha, Crespières ;
- Bois des Gaules, 38 ha, La Celle-les-Bordes ;
- Forêt départementale de la Madeleine, 55 ha, Chevreuse, Saint-Lambert ;
- Forêt de Méridon, 187 ha Saint-Rémy-lès-Chevreuse, Chevreuse, Choisel ;
- Forêt départementale des Grands Bois, 72 ha Les Alluets-le-Roi, Morainvilliers ;
- Bois des Moussus, 93 ha Guitrancourt, Brueil-en-Vexin ;
- Forêt départementale de Rolleboise, 32 ha, Rolleboise ;
- Forêt des Ronqueux, 118 ha, Bullion ;
- Forêt départementale de Sainte-Apolline, 297 ha Plaisir, Neauphle-le-Château ;
- Forêt des Tailles d'Herblay, 97 ha, Aigremont, Chambourcy ;
- Bois du Taillis, 11 ha, La Celle-les-Bordes ;
- Forêt des Terriers, 23 ha, Buchelay, Magnanville ;
- Forêt de la Vente, 11 ha, Fourqueux ;
- Bois de Villevert, 48 ha, Bonnelles.